# Sornàs

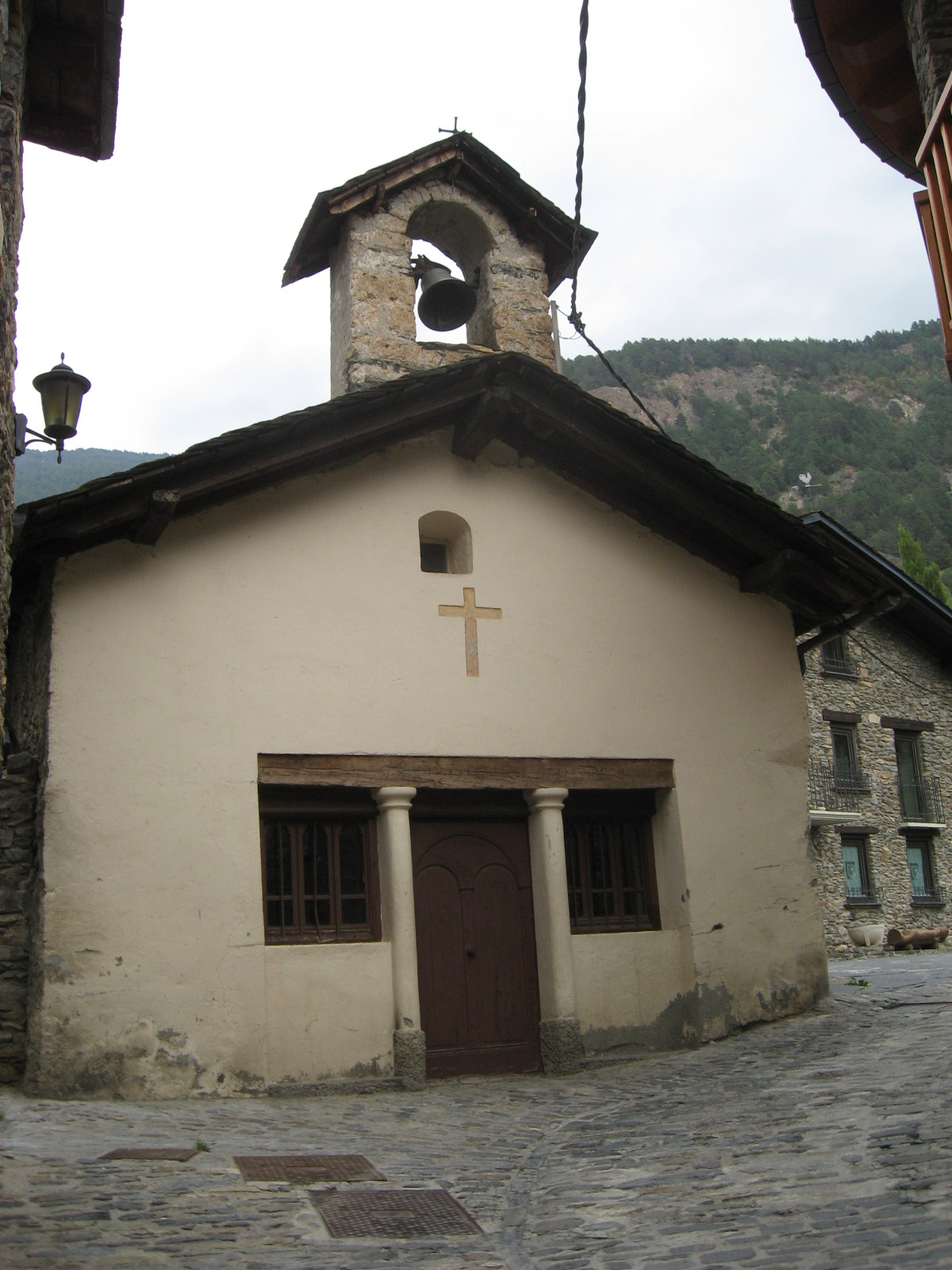
Kirche Sant Roc de Sornàs

Sornàs ist ein Dorf in der Parroquía Ordino in Andorra. Es zählte im Jahr 2024 324 Einwohner.
In Sornàs befindet sich die Kirche Sant Roc de Sornàs aus dem Jahr 1750.

## Lage
Sornàs liegt im Zentrum des Landes Andorra und im Süden der Parroquía Ordino. Das Dorf wird vom Riu de Sornàs durchquert und liegt wenige Meter östlich des Riu Valira d'Orient. Sornàs liegt etwa 1,3 Kilometer nördlich von der Stadt Ordino und etwa 9 Kilometer nördlich von Andorra la Vella.